# La Loma (Uruguay)
Pour les articles homonymes, voir La Loma (homonymie).
La Loma est une ville de l'Uruguay située dans le département de Soriano. Sa population est de 111 habitants.

## Infrastructure
La route 96 est important dans cette ville.

## Population
| Année | Population |
| ----- | ---------- |
| 1963  | 121        |
| 1975  | 235        |
| 1985  | 164        |
| 1996  | 119        |
| 2004  | 111        |

Référence,: